# Zia (Kos)
Zia (griechisch Ζία (f. sg.)) ist ein touristisch stark entwickelter Ort im Gemeindebezirk Dikeos der Dodekanes-Insel und -Gemeinde Kos mit 151 Einwohnern (2011). Zia ist etwa 15 km von Kos-Stadt entfernt und liegt im Dikeos-Gebirge in der Nähe von Pyli.
Die touristische Infrastruktur ist sehr ausgeprägt, es gibt zahlreiche Tavernen und Touristenshops, vor allem Textilien- und Kräutergeschäfte.
Attraktionen des Ortes sind der weite Ausblick aus 300 Metern Seehöhe über weite Teile der Insel Kos, die nördlichen Nachbarinseln und das benachbarte türkische Festland sowie regelmäßige folkloristische Abende für Pauschaltouristen. Vermarktet wird besonders der von hier gut sichtbare Sonnenuntergang.
Zia ist Ausgangspunkt eines markierten Wanderwegs auf den 846 m hohen Hauptgipfel Dikeos des Dikeos-Gebirges.

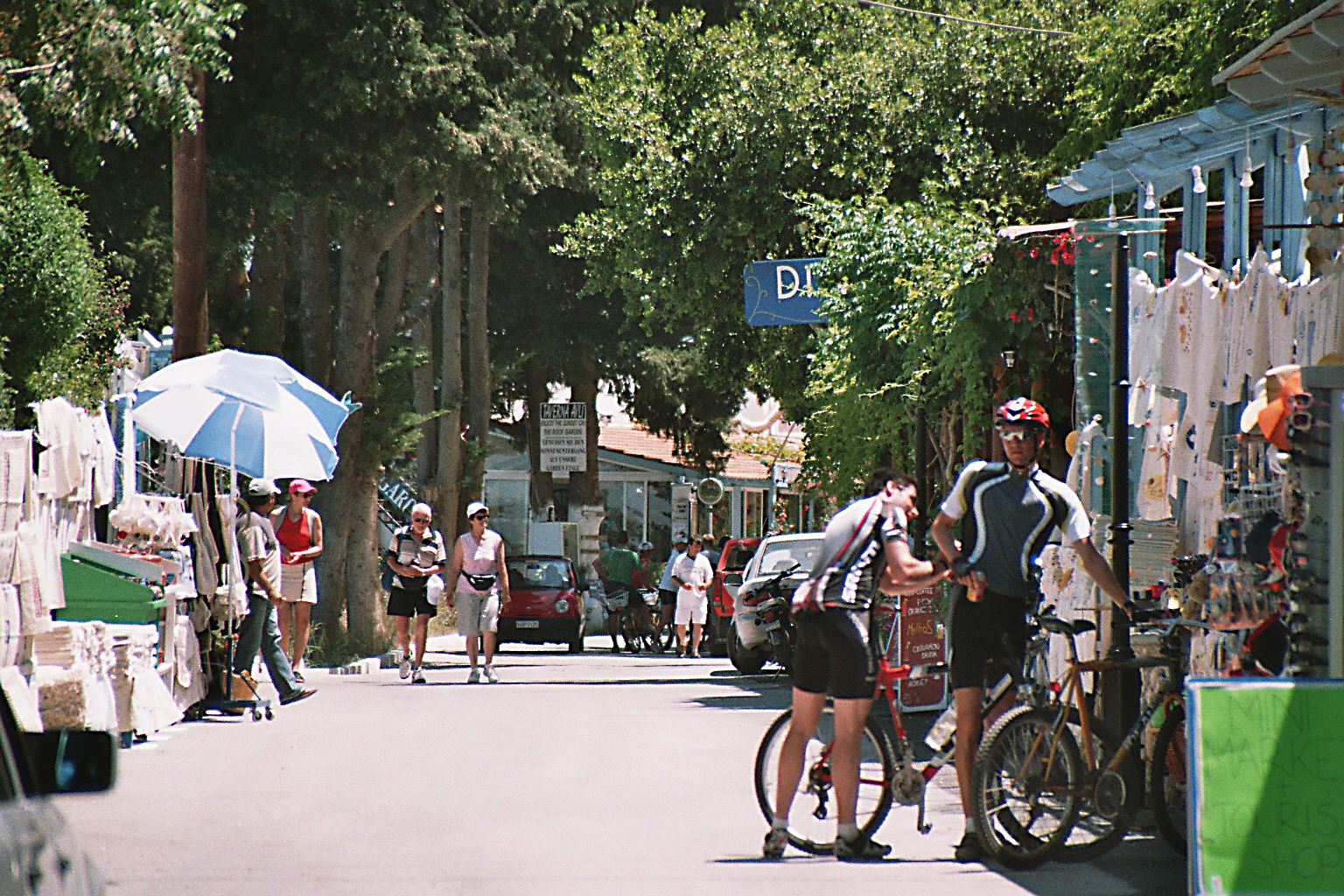
Zia, die Hauptstraße
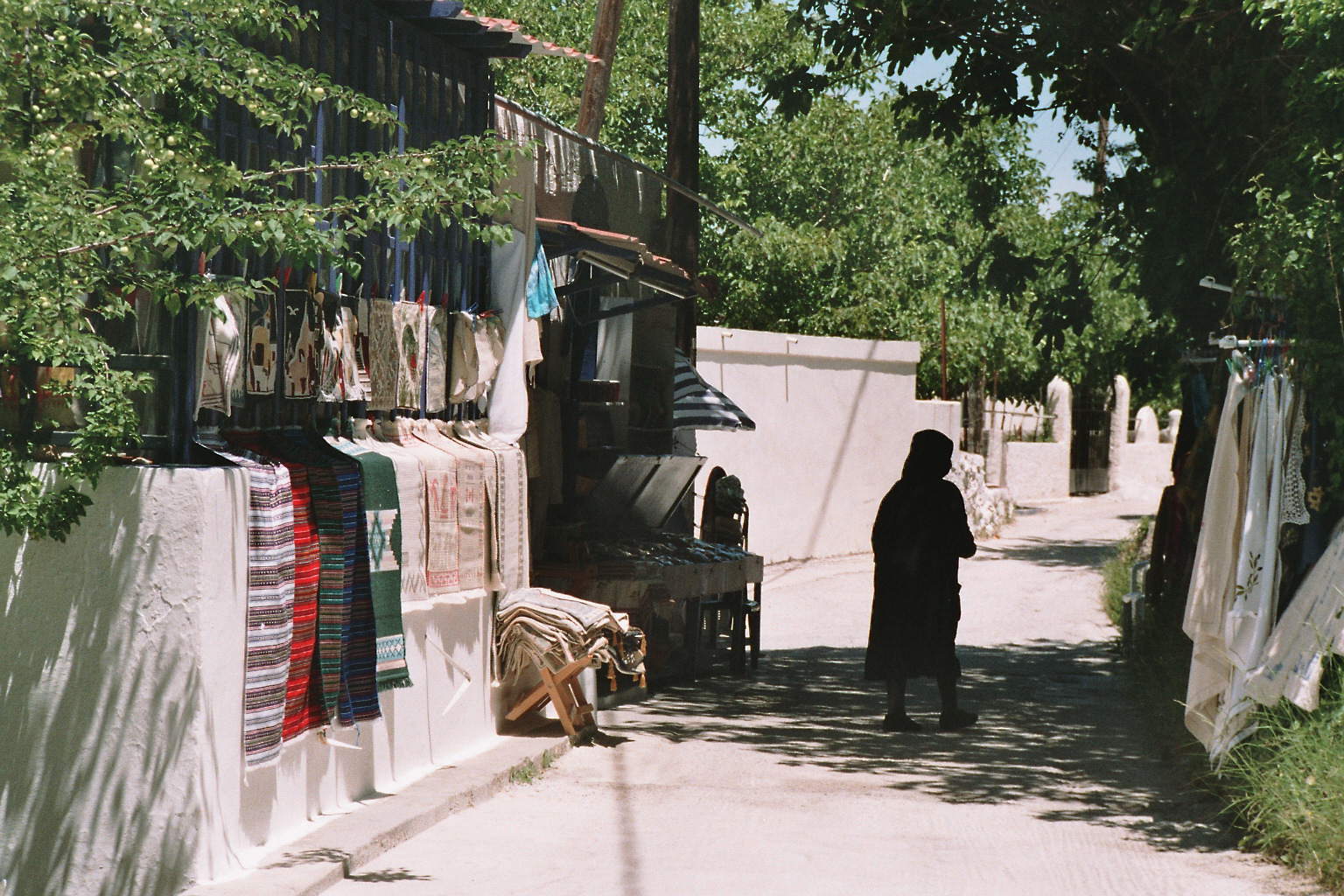
Zia, Typischer Touristenshop
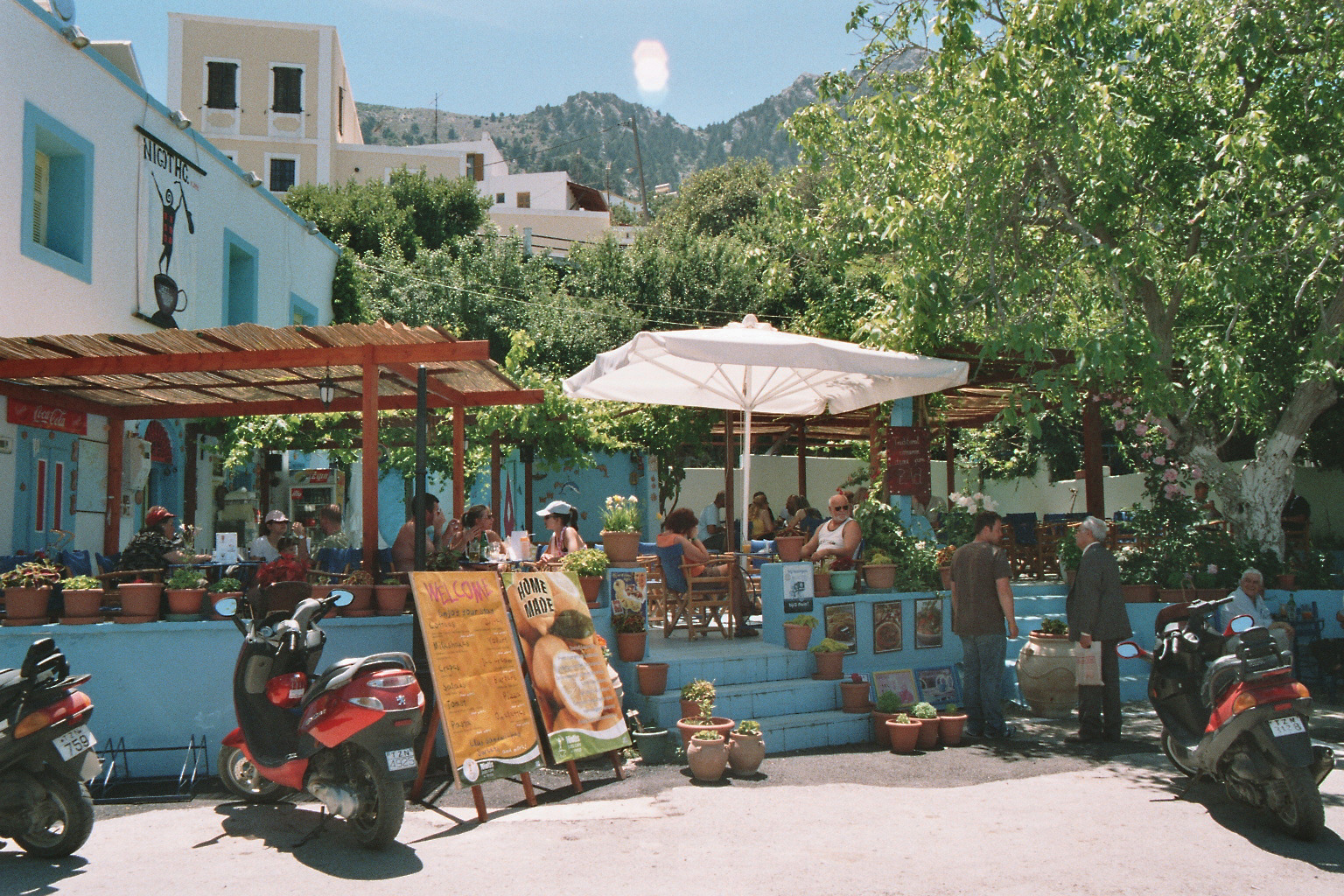
Zia, Taverne
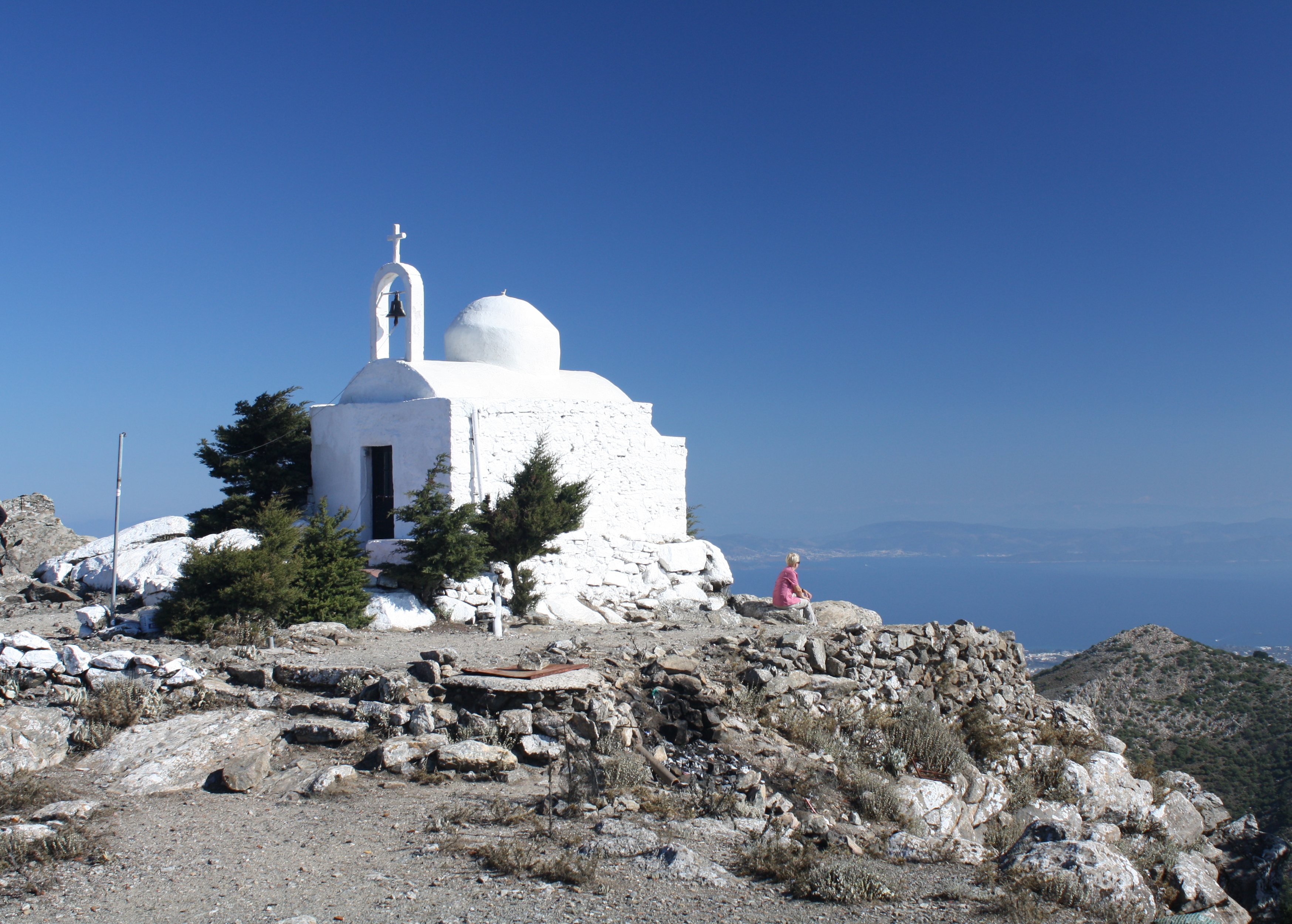
Kapelle Christos Dikeos auf dem Gipfel des Dikeos-Gebirges